# 大孔頜吻鰻
大孔頜吻鰻（學名：Gnathophis macroporis），是輻鰭魚綱鰻形目康吉鳗科頜吻鰻屬的其中一種，由艾瑪·斯坦尼斯拉夫娜·卡爾莫夫斯卡婭 (Emma Stanislavovna Karmovskaya)和約翰·理查德·帕克斯頓(John Richard Paxton)在2000年描述，分布於東印度洋澳洲維多利亞省海域，深度可達164公尺，為底棲性魚類，生活習性不明。